# Iphiaulax melanogaster
Iphiaulax melanogaster är en stekelart som beskrevs av Henry Lorenz Viereck 1905. Iphiaulax melanogaster ingår i släktet Iphiaulax och familjen bracksteklar. Inga underarter finns listade i Catalogue of Life.